# Tsaidamotherium
A Tsaidamotherium az emlősök (Mammalia) osztályának párosujjú patások (Artiodactyla) rendjébe, ezen belül a tülkösszarvúak (Bovidae) családjába és a kecskeformák (Caprinae) alcsaládjába tartozó fosszilis nem.
A legközelebbi ma is élő rokonuk a keleti pézsmatulok (Ovibos moschatus).

## Leírásuk
A Tsaidamotherium-fajok Ázsiában fordultak elő, a késő miocén korszak idején. Kövületeiket a Tibeti-fennsíkon és a kínai Kanszu tartományban találták meg. Ezeknek az állatoknak a legfőbb jellemzői az egyenlőtlen méretű szarvaik voltak, hiszen a baloldali jóval rövidebb volt, mint a jobboldali szarv. Pofájuk rövid, de széles volt; a koponyáikon igen nagy orrlyukak voltak, ami arra hagy következtetni, hogy takinszerű (Budorcas taxicolor), vagy inkább szajgaszerű (Saiga tatarica) megnyúlt orral rendelkeztek. A Tsaidamotherium-fajok mellett talált Hipparionok maradványai arra utalnak, hogy a térség akkortájt forró és félsivatagos szavanna lehetett; bár ez az elmélet ellentmond a megnyúlt orr jelenlétével, mely hűvös körülményekhez való alkalmazkodásra utal.

## Rendszerezés
A nembe az alábbi 2 faj tartozik:
- Tsaidamotherium brevirostrum Shi, 2013[1]
- Tsaidamotherium hedini Bohlin, 1935 - típusfaj[2]

## Fordítás
- Ez a szócikk részben vagy egészben  a   Tsaidamotherium című angol Wikipédia-szócikk ezen változatának fordításán alapul.  Az eredeti cikk szerkesztőit annak laptörténete sorolja fel. Ez a jelzés csupán a megfogalmazás eredetét és a szerzői jogokat jelzi, nem szolgál a cikkben szereplő információk forrásmegjelöléseként.